# Алиева, Арзу Рауф кызы
Арзу Рауф кызы Алиева (азерб. Arzu Əliyeva; род. 12 июня 1999) — азербайджанская футболистка, защитница.

## Биография
Воспитанница азербайджанского футбола. В начале карьеры выступала на родине за ряд клубов, в том числе «Тяхсил», «Сумгаит».
Летом 2018 года перешла в клуб высшего дивизиона России «Торпедо» (Ижевск). Дебютный матч в чемпионате России сыграла 4 августа 2018 года против клуба «Рязань-ВДВ», вышла в стартовом составе и провела на поле 51 минуту. Всего за половину сезона приняла участие в 5 матчах высшей лиги.
В 2019 году выступала за азербайджанские клубы «Губек» и «Угур».
Играла за юношескую и молодёжную сборную Азербайджана. Вызывалась в состав национальной сборной, но по состоянию на ноябрь 2019 года в официальных матчах за неё не играла.